# Тростянецкий район (Винницкая область)
Тростяне́цкий райо́н (укр. Тростянецький район) — упразднённая административная единица на юго-востоке Винницкой области Украины. Административный центр — посёлок городского типа Тростянец.

## География
Площадь — 860 км² (21-е место среди районов).
Основные реки — Южный Буг.
Район граничит на севере с Гайсинским и Тульчинским районами, на юге — с Чечельницким и Песчанским районами, на западе — с Крыжопольским, на востоке — с Бершадским и Тепликским районами Винницкой области.

## История
Район образован в 1923 году. 21 января 1959 года к Тростянецкому району была присоединена часть территории упразднённого Ободовского района.

## Демография
Население района составляет 36 786 человек (на 1 июня 2013 года), в том числе городское население 7 850 человек (21,34 %), сельское — 28 936 человек (78,66 %).

## Административное устройство
Количество советов (рад):
- городских — 0
- поселковых — 1
- сельских — 17

## Населённые пункты
Количество населённых пунктов:
- городов областного значения — 1 (Ладыжин)
- посёлков городского типа — 1 (Тростянец)
- сёл — 28 (Гордіївка, Велика Стратіївка, Мала Стратіївка, Савинці, Капустяни, Демківка, Демидівка, Тростянчик, Четвертинівка, Козинці, Ободівка, Брежанка, Верхівка, Цибулівка)
- посёлков сельского типа — 8

Всего населённых пунктов — 37.